# Württemberg-Baden
Württemberg-Baden ou, na sua forma em português, Vurtemberga-Bade é um estado extinto da República Federal da Alemanha. Ele foi criada em 1945 pelas forças de ocupação dos Estados Unidos, depois que os estados anteriores de Baden e Württemberg tinha sido dividido entre os EUA e zonas de ocupação francesas. Sua capital era Stuttgart. Em 1952, Württemberg-Baden fundiu com Württemberg-Hohenzollern e Baden para o presente estado de Baden-Württemberg.

## História
Württemberg-Baden consistiu nas metades norte dos antigos estados de Württemberg e Baden. A fronteira sul desta parte da zona norte-administrada definido para que a Autobahn que liga Karlsruhe e Munique (hoje a A8) foi completamente contido dentro da zona americana. As três maiores subdivisões da zona americana (Greater Hesse, Baviera e Württemberg-Baden) foram declarados em 19 de setembro de 1945.
Em 24 de Novembro de 1946, uma nova constituição foi promulgada e primeiro parlamento de Württemberg-Baden foi eleito. Em 23 de Maio de 1949, o Estado tornou-se um dos membros fundadores da República Federal da Alemanha.

### Formação de Baden-Württemberg
A enquete foi realizada em 24 de setembro de 1950 em Württemberg-Baden, Württemberg-Hohenzollern e Baden sobre uma fusão dos três estados, seguido por um referendo popular em 16 de dezembro de 1951. Em ambas as ocasiões, os eleitores em Württemberg-Baden retornou uma clara maioria a favor de uma fusão. Todos os três estados foram fundidos e do estado  alemão moderno de Baden-Württemberg foi fundado em 25 de abril de 1952.